# رود بوگسین
رود بوگسین (به لاتین: Bügsiin River) یک رود و جویبار در مغولستان است که در استان خووسگول واقع شده‌است.